# Nomada rufipes
Nomada rufipes ist eine Biene aus der Familie der Apidae. 

## Merkmale
Die Bienen haben eine Körperlänge von 7 bis 9 Millimetern. Der Kopf der Weibchen ist schwarz und ist rot oder rotgelb gezeichnet. Der Thorax und der Hinterleib ist ebenso schwarz, jedoch mit gelben und weißen Flecken versehen. Das Labrum ist rot oder rotgelb und hat hinter dem Vorderrand einen gezähnten Quergrat. Das dritte Fühlerglied ist etwas länger als das vierte. Das Schildchen (Scutellum) hat einen gelben oder weißen Fleck. Es ist vereinzelt punktförmig strukturiert. Die Schienen (Tibien) der Hinterbeine sind am Ende stumpf und haben zwei kurze, dicke Dörnchen. Bei den Männchen sind der Kopf, der Thorax und die Tergite schwarz und sind gelb gezeichnet. Das Labrum ist gelb oder gelbrot, ansonsten gleich wie beim Weibchen. Das dritte Fühlerglied ist ebenso etwas länger als das vierte. Das schwach gehöckerte Schildchen hat zwei gelbe Flecken und größere Zwischenräume zwischen den punktförmigen Strukturen als das Weibchen. Die Schienen der Hinterbeine sind am Ende stumpf und haben nur wenige kleine, nicht beieinander stehende Dornen.

## Vorkommen und Lebensweise
Die Art ist in Europa verbreitet. Die Tiere fliegen von Mitte Mai bis Mitte September. Sie parasitieren Andrena fuscipes und Andrena similima, vermutlich auch Andrena denticulata.

## Belege
Felix Amiet, M. Herrmann, A. Müller, R. Neumeyer: Fauna Helvetica 20: Apidae 5. Centre Suisse de Cartographie de la Faune, 2007, ISBN 978-2-88414-032-4.